# Portál (építészet)

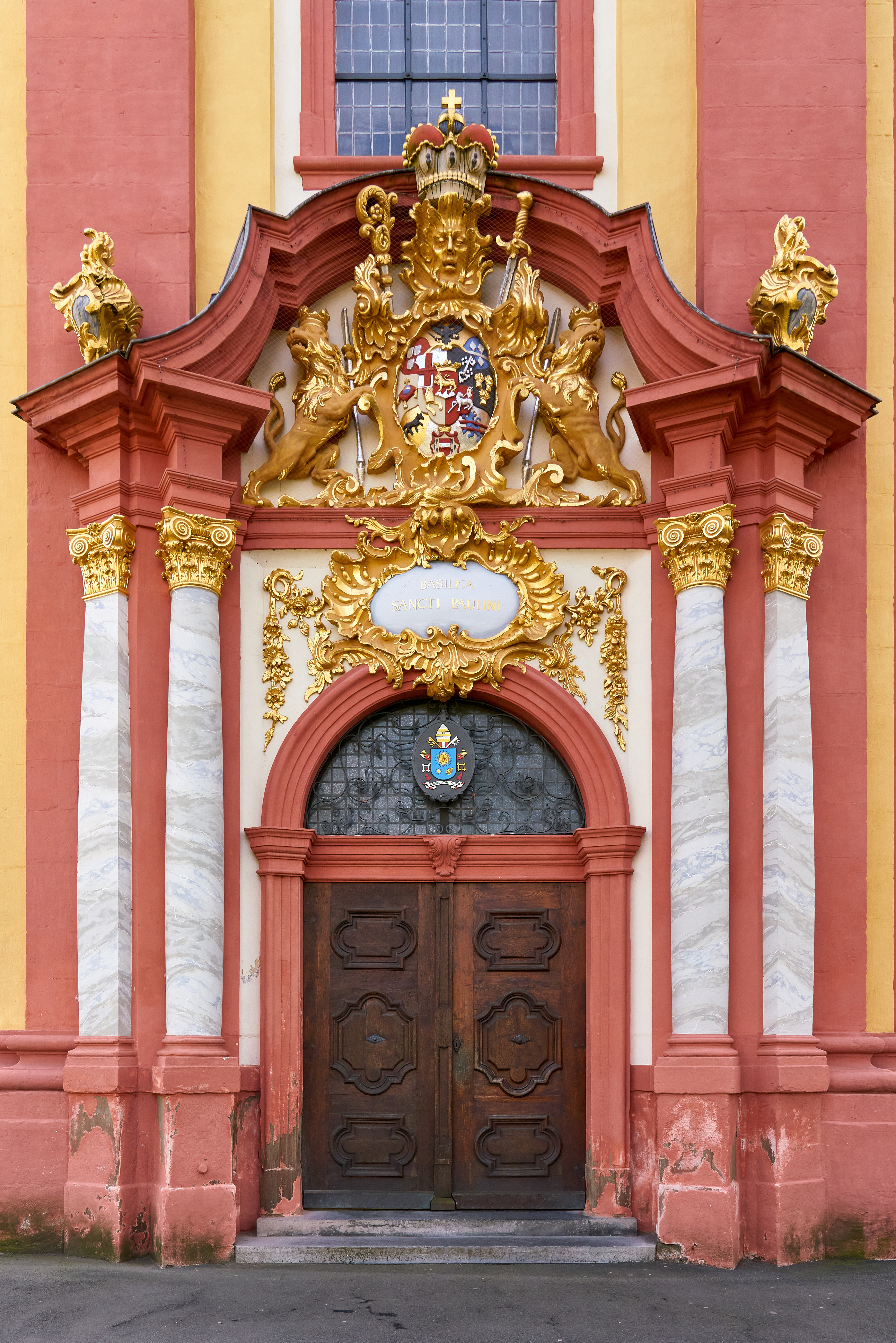
Trier, a Szent Paulinus-templom portálja

Portálnak az építészetben valamely épület, építmény főkapuját, illetve díszes bejáratát, speciálisan az üzleteknél azok kirakati és bejárati részét nevezzük.
A latin porta (kapu) középkori latin portale (kapuzat, diadalkapu) származéka. Nyelvünk:
- egyesek szerint a német Portal szóból vette át[1] eredetileg portálé alakban;[2]
- mások szerint közvetlenül az olasz portale szóból, portále alakban.[3]

## Jellemzői
A bejárati nyílás általában keretezett. Nem ritka a többkapus portál; ilyenkor az egyes kapuk között rendszerint oszlopokat vagy szobrokat helyeznek el. A kapuk fölött nem ritkák a timpanonok.

## Fordítás
- Ez a szócikk részben vagy egészben  a   Portal (architecture) című angol Wikipédia-szócikk ezen változatának fordításán alapul.  Az eredeti cikk szerkesztőit annak laptörténete sorolja fel. Ez a jelzés csupán a megfogalmazás eredetét és a szerzői jogokat jelzi, nem szolgál a cikkben szereplő információk forrásmegjelöléseként.